# Gdovskij rajon
Il Gdovskij rajon (in russo Гдовский район?) è un rajon dell'Oblast' di Pskov, nella Russia europea; il capoluogo è Gdov. Istituito nel 1924, ricopre una superficie di 3.392 chilometri quadrati ed è solcato da numerosi fiumi, tra i quali il Pljussa.